# 非洲侏儒锯鲨
非洲侏儒锯鲨（学名：Pristiophorus nancyae）是2011年加利福尼亚科学研究院在非洲莫桑比克发现的一种锯鲨。长长的吻突长满牙齿，用于捕食。該物種棲息深度為286米至500米。